# 1988년 프랑스 대통령 선거
1988년 프랑스 대통령 선거(프랑스어: Élection présidentielle française de 1988)는 1988년 4월 24일과 5월 8일 양일에 걸쳐 치러진 프랑스 대통령 선거이다. 결선투표에서 좌파 사회당의 프랑수아 미테랑이 우파 공화국연합의 자크 시라크를 누르고 대통령으로 당선되었다.

## 배경
1981년 사회당 대표 프랑수아 미테랑이 프랑스 대통령으로 당선되고, 총선에서도 좌파가 승리하였다. 그러나 1986년 프랑스 총선에서 우파정당이 원내 제1당을 탈환하였다. 이로써 미테랑 대통령은 공화국연합의 자크 시라크 대표가 이끄는 보수당 내각과 '동거' 상태에 놓였다. 시라크 총리는 내정을 맡고, 대통령은 본연의 직책에 해당되는 외교와 국방 정책에 집중하게 되었다. 여기에 유력 야당 대선 주자들도 대통령과 총리 모두에 반기를 든 상황이었다.
시라크 내각은 재산연동세를 폐지하고 일부 공기업을 민영화하는 등 자유보수주의 성향에 입각한 정책을 펼쳐나갔다. 내각의 보수정책은 곧 사회운동의 반대에 직면하였고, 미테랑 대통령도 그를 지지하고 나섰다.

## 후보
우파 계열에서 자크 시라크 총리의 입지는 흔들리고 있는 상황이었는데, 특히 프랑스 민주연합의 레몽 바르 전 총리가 좌파정부와의 '동거' 원칙을 비난하고 '제5공화국 정신'과 양립할 수 없다는 주장을 펼쳐나가면서 상당한 호응을 얻었다. 이러한 인기에 힙입은 바르 총리는 미테랑-시라크 2인의 대안으로서 대선주자로 떠올랐다.
1988년 1월 시라크 총리의 대선 출마 선언 당시, 프랑스 여론조사기관 SOFRES의 조사에 따르면 1차 투표에서 시라크 총리의 득표율은 19.5%, 바레 전 총리의 득표율은 23%가 될 것으로 전망되었다. 그러나 2월 초부터 프랑스 민주연합의 내홍으로 시라크 후보의 지지율이 회복되면서 우파 세력 내 선두주자로 떠올랐다. 이와는 별개로 극우계열 정당 국민전선의 장마리 르펜 대표는 지난 총선에서의 좋은 성적을 대선에서도 재확인받고자 하였다.
좌파 계열에서는 한동안 사회당 후보를 누구로 낼 것인가 불확실환 상황이었다. 미테랑 대통령은 재선에 나설지는 불확실한 입장이었고, 당 내부 경쟁자였던 미셸 로카르가 후보 지명을 위해 선거 운동을 벌였다. 그러나 여론조사에서 미테랑 대통령이 차기 대선에 승리할 유력 후보로 떠올랐고, 3월 말 미테랑 대통령이 대선 출마를 선언하면서 재선 도전이 이루어졌다. 미테랑 대통령은 대국민담화에서시라크 총리와 공화국연합을 겨냥해 '국유화도 민영화도 아닌' 온건 정책을 펼칠 것을 제안하고, '일족에 의한 국가 권력의 전유'에 대항하여 '통일 프랑스'를 굳건히 하겠다고 밝혔다.
이어 미테랑 대통령의 사회당은 앙드레 라조니 대표체제의 프랑스 공산당의 인기가 시들해지면서 생긴 이탈표를 가져오기 시작했다. 당시 프랑스 공산당의 라조니 후보는 극좌파 성향 유권자들의 지지를 놓고 '개혁공산주의자'를 내세운 피에르 쥐캥, 트로츠키주의 성향의 아를레트 라기예르와 경쟁에 나선 상황이었다. 한편 녹색당 후보로 나선 생태학자 앙투안 베슈테르는 좌파와 우파 모두와 연대하지 않겠다고 밝혔다.
한편 1980년대 초반 경기 침체를 딛고 4%의 성장률을 기록한 프랑스의 경제, 국민 사회복지 지원의 시행은 프랑스 유권자들로부터 호응을 이끌어냈고, 이는 지난 총선에서 동거정부 상태에 놓였음에도 불구하고 재선으로 나아갈 수 있게 만든 든든한 요인이 되었다.

## 결과
1988년 4월 24일 실시된 1차 투표에서는 이견 없이 프랑수아 미테랑 대통령과 자크 시라크 총리가 1, 2위를 차지하며 2차 결선투표로 나아가는 것으로 드러났다. 다만 국민전선의 장마리 르펜 후보가 예상을 깨고 높은 득표를 기록하였고 프랑스 공산당은 부진하였다. 바리 전 총리는 시라크 총리의 지지를 선언했다.
현 정부의 두 수장이 맞붙게 된 대선후보 TV 토론에서 미테랑과 시라크 두 사람의 긴장감은 팽팽했다. 미테랑 후보는 시라크 후보를 '총리님'이라 부르며 자신이 대통령으로서 우위에 있음을 과시했다. 이에 시라크 후보는 "이곳에서 당신은 대통령이 아니고 나도 총리가 아니다. 우리는 동등한 후보다. 내가 당신을 미테랑 씨라 불러도 감안하지 않겠느냐"고 맞받아치자, 미테랑 후보는 "당신의 말씀이 백번 옳다, 총리님"이라고 답했다. 이어 두 후보는 1986년 9월 발생한 항공기 납치 사건에 대한 태도를 놓고 충돌하였다.
1988년 5월 8일 결선투표 결과 프랑수아 미테랑이 프랑스 대통령으로 재선에 성공하였다. 자크 시라크는 내각총리직을 사퇴하였고, 미테랑 대통령은 하원의 해산을 선언하였다. 이어진 1988년 프랑스 총선에서 여당인 사회당이 다수당이 되어 미셸 로카르가 후임 총리로 임명되었다. 이후 시라크는 차기 대선에서 프랑스 대통령으로 당선되었다.

## 같이 보기
- 프랑스 대통령
- 프랑스의 정치

## 관련 문헌
- Dow, Jay K. "Voter choice in the 1995 French presidential election." Political Behavior 21.4 (1999): 305–324.
- Frears, John. "The 1988 French Presidential Election." Government and Opposition 23.3 (1988): 276–289.
- Goldey, David B., and Richard W. Johnson. "The French presidential election of 24 April–8 May and the general election of 5–12 June 1988." Electoral Studies 7.3 (1988): 195–223.